# Теему Хартікайнен
Теему Хартікайнен (фін. Teemu Hartikainen; 3 травня 1990, м. Куопіо, Фінляндія) — фінський хокеїст, лівий нападник, олімпійський чемпіон. Виступає за «Салават Юлаєв» (Уфа) у Континентальній хокейній лізі.
Вихованець хокейної школи КалПа (Куопіо). Виступав за КалПа (Куопіо), «Едмонтон Ойлерс», «Оклахома-Сіті Баронс» (АХЛ).
В чемпіонатах НХЛ — 52 матчі (6+7). В чемпіонатах Фінляндії — 105 матчів (32+24), у плей-оф — 25 матчів (9+1).
У складі національної збірної Фінляндії учасник чемпіонату світу 2015 (4 матчі, 1+0); учасник EHT 2010, 2014 і 2015 (16 матчів, 4+4). У складі молодіжної збірної Фінляндії учасник чемпіонатів світу 2009 і 2010. У складі юніорської збірної Фінляндії учасник чемпіонату світу 2008.
Досягнення
- Бронзовий призер чемпіонату Фінляндії (2009).